# Percis japonica
Percis japonica är en fiskart som först beskrevs av Pallas, 1769.  Percis japonica ingår i släktet Percis och familjen pansarsimpor. Inga underarter finns listade i Catalogue of Life.